# Onthophagus aciculatus
Onthophagus aciculatus är en skalbaggsart som beskrevs av Fahraeus 1857. Onthophagus aciculatus ingår i släktet Onthophagus och familjen bladhorningar. Inga underarter finns listade i Catalogue of Life.